# بیل اوون (بازیکن فوتبال)
بیل اوون (انگلیسی: Bill Owen; ۱۷ سپتامبر ۱۹۰۶ – ۲۶ مارس ۱۹۸۱) بازیکن فوتبال اهل بریتانیا بود.
از باشگاه‌هایی که در آن بازی کرده‌است می‌توان به باشگاه فوتبال نیوپورت کانتی، باشگاه فوتبال مکلسفیلد تاون، باشگاه فوتبال ردینگ، باشگاه فوتبال اکستر سیتی، باشگاه فوتبال منچستر یونایتد، و باشگاه فوتبال نورتویچ ویکتوریا اشاره کرد.